# 三縄ダム
三縄ダム（みなわダム）は、徳島県三好市池田町松尾、吉野川水系の祖谷川に建設されたダム。高さ17.0メートルの重力式コンクリートダムで、四国電力のダムである。

## 概要
四国電力の三縄発電所のダムで、徳島県三好市池田町松尾の祖谷川に位置する。1957年（昭和32年）に着工し、1959年（昭和34年）より運用が開始される。

## 沿革
- 1957年（昭和32年） - 着工[1]。
- 1959年（昭和34年） - 完成。